# Lamprosema oeaxalis
Lamprosema oeaxalis là một loài bướm đêm trong họ Crambidae.